# 范堆相
范堆相（1946年—），男，汉族，山西泽州人，中华人民共和国政治人物。

## 生平
1963年，进入山西大学中文系。1995年，任中共晋中地委书记。1998年，任山西省人民政府副省长。2002年，任中共山西省委常委。2007年，任山西省人大常委会副主任。